# Apanteles frustratus
Apanteles frustratus är en stekelart som beskrevs av Papp 1975. Apanteles frustratus ingår i släktet Apanteles och familjen bracksteklar. Inga underarter finns listade i Catalogue of Life.